# Manchester United F.C. mùa bóng 1918–19
Mùa giải 1918-19 là mùa giải thứ tư và cuối cùng của Manchester United trong cuộc thi không có sự cạnh tranh trong Liên đoàn bóng đá, cuộc Chiến tranh thế giới thứ nhất cũng kết thúc.
Cùng với liên tục xảy ra Chiến tranh thế giới lần thứ nhất, một lần nữa Manchester United đã tham gia cuộc thi nhưng không có sự cạnh tranh trong Liên đoàn bóng đá. Trong giải đấu chính, Đội bóng đã tranh giải ở một Bộ phận Lancashire với 30 trận đấu. Trong giải đấu phụ, Đội bóng nằm ở Nhóm C với chỉ có 4 đội tham gia ở Lancashire. Tuy nhiên, không ai trong số này được coi là cuộc thi bóng đá, và do đó hồ sơ của họ không được công nhận bởi Liên đoàn bóng đá. However, none of these were considered to be competitive football, and thus their records are not recognised by the Football League.

## Giải đấu chính Lancashire
| Thời gian            | Đối thủ           | H/A | Tỷ số Bt-Bb | Cầu thủ ghi bàn | Số lượng khán giả |
| -------------------- | ----------------- | --- | ----------- | --------------- | ----------------- |
| 7 tháng 9 năm 1918   | Oldham Athletic   | H   | 1 – 4       |                 |                   |
| 14 tháng 9 năm 1918  | Oldham Athletic   | A   | 2 – 0       |                 |                   |
| 21 tháng 9 năm 1918  | Blackburn Rovers  | H   | 1 – 0       |                 |                   |
| 28 tháng 9 năm 1918  | Blackburn Rovers  | A   | 1 – 1       |                 |                   |
| 5 tháng 10 năm 1918  | Manchester City   | H   | 0 – 2       |                 |                   |
| 12 tháng 10 năm 1918 | Manchester City   | A   | 0 – 0       |                 |                   |
| 19 tháng 10 năm 1918 | Everton           | H   | 1 – 1       |                 |                   |
| 26 tháng 10 năm 1918 | Everton           | A   | 2 – 6       |                 |                   |
| 2 tháng 11 năm 1918  | Rochdale          | H   | 3 – 1       |                 |                   |
| 9 tháng 11 năm 1918  | Rochdale          | A   | 0 – 1       |                 |                   |
| 16 tháng 11 năm 1918 | Preston North End | A   | 2 – 4       |                 |                   |
| 23 tháng 11 năm 1918 | Preston North End | H   | 1 – 2       |                 |                   |
| 30 tháng 11 năm 1918 | Bolton Wanderers  | A   | 1 – 3       |                 |                   |
| 7 tháng 12 năm 1918  | Bolton Wanderers  | H   | 1 – 0       |                 |                   |
| 14 tháng 12 năm 1918 | Port Vale         | A   | 1 – 3       |                 |                   |
| 21 tháng 12 năm 1918 | Port Vale         | H   | 5 – 1       |                 |                   |
| 28 tháng 12 năm 1918 | Blackpool         | A   | 2 – 2       |                 |                   |
| 11 tháng 1 năm 1919  | Stockport County  | A   | 1 – 2       |                 |                   |
| 18 tháng 1 năm 1919  | Stockport County  | H   | 0 – 2       |                 |                   |
| 25 tháng 1 năm 1919  | Liverpool         | A   | 1 – 1       |                 |                   |
| 1 tháng 2 năm 1919   | Liverpool         | H   | 0 – 1       |                 |                   |
| 8 tháng 2 năm 1919   | Southport Vulcan  | A   | 1 – 2       |                 |                   |
| 15 tháng 2 năm 1919  | Southport Vulcan  | H   | 1 – 3       |                 |                   |
| 22 tháng 2 năm 1919  | Burnley           | A   | 2 – 4       |                 |                   |
| 1 tháng 3 năm 1919   | Burnley           | H   | 4 – 0       |                 |                   |
| 8 tháng 3 năm 1919   | Stoke             | A   | 2 – 1       |                 |                   |
| 15 tháng 3 năm 1919  | Stoke             | H   | 3 – 1       |                 |                   |
| 23 tháng 3 năm 1919  | Bury              | A   | 2 – 0       |                 |                   |
| 29 tháng 3 năm 1919  | Bury              | H   | 5 – 1       |                 |                   |
| 30 tháng 4 năm 1919  | Blackpool         | H   | 5 – 1       |                 |                   |

| #  | Câu lạc bộ        | Tr | T  | H | B  | Bt | Bb | Hs | Điểm |
| -- | ----------------- | -- | -- | - | -- | -- | -- | -- | ---- |
| 8  | Stockport County  | 30 | 11 | 7 | 12 | 48 | 52 | –4 | 29   |
| 9  | Manchester United | 30 | 11 | 5 | 14 | 51 | 50 | +1 | 27   |
| 10 | Rochdale          | 30 | 11 | 5 | 14 | 56 | 61 | –5 | 27   |

## Giải đấu phụ Lancashire Nhóm C
| Thời gian           | Đối thủ         | H/A | Tỷ số Bt-Bb | Cầu thủ ghi bàn | Số lượng khán giả |
| ------------------- | --------------- | --- | ----------- | --------------- | ----------------- |
| 5 tháng 4 năm 1919  | Port Vale       | A   | 3 – 1       |                 |                   |
| 12 tháng 4 năm 1919 | Port Vale       | H   | 2 – 1       |                 |                   |
| 18 tháng 4 năm 1919 | Manchester City | A   | 0 – 3       |                 |                   |
| 19 tháng 4 năm 1919 | Stoke           | H   | 0 – 1       |                 |                   |
| 21 tháng 4 năm 1919 | Manchester City | H   | 2 – 4       |                 |                   |
| 26 tháng 4 năm 1919 | Stoke           | A   | 2 – 4       |                 |                   |

| # | Câu lạc bộ        | Tr | T | H | B | Bt | Bb | Hs  | Điểm |
| - | ----------------- | -- | - | - | - | -- | -- | --- | ---- |
| 1 | Manchester City   | 6  | 5 | 1 | 0 | 14 | 4  | +10 | 11   |
| 2 | Stoke             | 6  | 2 | 2 | 2 | 9  | 10 | –1  | 6    |
| 3 | Manchester United | 6  | 2 | 0 | 4 | 9  | 14 | –5  | 4    |
| 4 | Port Vale         | 6  | 1 | 1 | 4 | 9  | 13 | –4  | 3    |